# Australië op de Olympische Winterspelen 2014
Australië was een van de landen die deelnam aan de Olympische Winterspelen 2014 in Sotsji, Rusland.

## Medailleoverzicht
| Sport          | Olympiër      | Onderdeel    | Medaille |
| -------------- | ------------- | ------------ | -------- |
| Freestyleskiën | David Morris  | aerials (m)  | Zilver   |
| Snowboarden    | Torah Bright  | halfpipe (v) | Zilver   |
| Freestyleskiën | Lydia Lassila | aerials (v)  | Brons    |

## Deelnemers en resultaten
(m) = mannen, (v) = vrouwen 

### Alpineskiën
| Olympiër         | Onderdeel        | Resultaat | Prestatie                                                           |
| ---------------- | ---------------- | --------- | ------------------------------------------------------------------- |
| Dominic Demschar | reuzenslalom (m) | 39e       | run 1: 1.26,47 (42e) run 2: 1.27,30 (38e) totaal: 2.53,77 (+8,48)   |
| Dominic Demschar | slalom (m)       | DNF-2     | run 1: 58,52 (66e) run 2: niet gefinisht                            |
| Ross Peraudo     | reuzenslalom (m) | DNF-2     | run 1: 1.29,07 (50e) run 2: niet gefinisht                          |
| Ross Peraudo     | slalom (m)       | DNF-1     | run 1: niet gefinisht                                               |
|                  |                  |           |                                                                     |
| Emily Bamford    | reuzenslalom (v) | 50e       | run 1: 1.28,57 (56e) run 2: 1.27,23 (49e) totaal: 2.55,80 (+18,93)  |
| Emily Bamford    | slalom (v)       | DNF-2     | run 1: 1.02,13 (41e) run 2: niet gefinisht                          |
| Lavinia Chrystal | reuzenslalom (v) | 40e       | run 1: 1.25,18 (46e) run 2: 1.23,39 (39e) totaal: 2.48,57 (+11,70)  |
| Lavinia Chrystal | slalom (v)       | 32e       | run 1: 59,74 (34e) run 2: 58,16 (33e) totaal: 1.57,90 (+13,36)      |
| Greta Small      | combinatie (v)   | 15e       | afdaling: 1.47,99 (29e) slalom: 52,31 (12e) totaal: 2.40,30 (+5,68) |
| Greta Small      | afdaling (v)     | 29e       | 1.44,79 (+3,22)                                                     |
| Greta Small      | reuzenslalom (v) | 41e       | run 1: 1.25,22 (47e) run 2: 1.24,44 (42e) totaal: 2.49,66 (+12,79)  |
| Greta Small      | slalom (v)       | 31e       | run 1: 1.01,19 (40e) run 2: 56,41 (28e) totaal: 1.57,60 (+13,06)    |
| Greta Small      | super g (v)      | DNF       | niet gefinisht                                                      |

### Biatlon
| Olympiër        | Onderdeel       | Resultaat | Prestatie                                    |
| --------------- | --------------- | --------- | -------------------------------------------- |
| Alexei Almoukov | individueel (m) | 45e       | 54.35,4 (+5.03,7) pen.: 2 (0 + 0 + 0 + 2)    |
| Alexei Almoukov | sprint (m)      | 73e       | 27.24,6 (+2.51,1) pen.: 2 (0 + 2)            |
|                 |                 |           |                                              |
| Lucy Glanville  | individueel (v) | 78e       | 1:01.00,7 (+17.41,1) pen.: 4 (1 + 0 + 1 + 2) |
| Lucy Glanville  | sprint (v)      | 82e       | 26.57,1 (+5.50,3) pen.: 2 (0 + 2)            |

### Bobsleeën
| Olympiër                                             | Onderdeel    | Resultaat | Prestatie                                                                                           |
| ---------------------------------------------------- | ------------ | --------- | --------------------------------------------------------------------------------------------------- |
| Heath Spence Duncan Harvey                           | tweemans (m) | 26e       | run 1: 57,96 (28e) run 2: 57,99 (26e) run 3: 57,78 (25e) run 4: niet gekwalificeerd totaal: 2.53,73 |
| Heath Spence Duncan Harvey Lucas Mata Gareth Nichols | viermans (m) | 22e       | run 1: 56,20 (22e) run 2: 56,21 (23e) run 3: 56,23 (21e) run 4: niet gekwalificeerd totaal: 2.48,64 |
|                                                      |              |           | |
| Astrid Radjenovic Jana Pittman                       | tweemans (v) | 14e       | run 1: 58,62 (15e) run 2: 58,50 (13e) run 3: 59,06 (15e) run 4: 58,37 (8e) totaal: 3.54,55 (+3,94)  |

### Freestyleskiën
Mannen
| Olympiër        | Onderdeel  | Resultaat | Prestatie |
| --------------- | ---------- | --------- | --- |
| David Morris    | aerials    | Zilver    | kwalificatie 1: 118,59 punten (2e) finale 1: 101,87 punten (8e) finale 2: 115,05 punten (4e) finale 3: 110,41 punten (2e) |
| Dale Begg-Smith | moguls     | 25e       | kwalificatie 1: 19,74 (19e) kwalificatie 2: 9,35 (15e)                                                                    |
| Matt Graham     | moguls     | 7e        | kwalificatie 1: 21,53 (10e) kwalificatie 2: bye finale 1: 22,49 (7e) finale 2: 23,31                                      |
| Sam Hall        | moguls     | 24e       | kwalificatie 1: 18,79 (21e) kwalificatie 2: 11,50 (14e)                                                                   |
| Brodie Summers  | moguls     | 13e       | kwalificatie 1: 21,56 (9e) kwalificatie 2: bye finale 1: 21,78                                                            |
| Anton Grimus    | skicross   | 25e       | kwalificatie: 5e in 1.16,82 achtste finale 3: 4e                                                                          |
| Scott Kneller   | skicross   | 23e       | kwalificatie: 24e in 1.18,58 achtste finale 2: 3e                                                                         |
| Russell Henshaw | slopestyle | 8e        | kwalificatie: 84,6 + 83,4 finale: 80,40 + 28,80 (8e)                                                                      |

Vrouwen
| Olympiër         | Onderdeel  | Resultaat | Prestatie |
| ---------------- | ---------- | --------- | --- |
| Lydia Lassila    | aerials    | Brons     | kwalificatie 1: 66,12 punten (15e) kwalificatie 2: 90,65 punten (1e) finale 1: 95,76 punten (2e) finale 2: 99,22 punten (2e) finale 3: 72,12 punten (3e) |
| Laura Peel       | aerials    | 7e        | kwalificatie 1: 67,68 punten (13e) kwalificatie 2: 85,99 punten (3e) finale 1: 83,79 punten (5e) finale 2: 64,50 punten (7e)                             |
| Danielle Scott   | aerials    | 9e        | kwalificatie 1: 85,36 punten (3e) finale 1: 76,23 punten (9e)                                                                                            |
| Samantha Wells   | aerials    | 18e       | kwalificatie 1: 78,12 punten (7e) kwalificatie 2: 67,13 punten (12e)                                                                                     |
| Amy Sheehan      | halfpipe   | 10e       | kwalificatie: 19,60 + 70,60 finale: 15,00 + 40,60 (10e)                                                                                                  |
| Davina Williams  | halfpipe   | 15e       | kwalificatie: 5,40 + 63,00 (15e) |
| Britteny Cox     | moguls     | 5e        | kwalificatie 1: 20,19 (12e) kwalificatie 2: 19,93 (4e) finale 1: 20,88 (8e) finale 2: 21,59 (4e) finale 3: 19,43                                         |
| Taylah O'Neill   | moguls     | 16e       | kwalificatie 1: 18,57 (16e) kwalificatie 2: 17,81 (7e) finale 1: 18,18                                                                                   |
| Nicole Parks     | moguls     | 15e       | kwalificatie 1: 18,49 (17e) kwalificatie 2: 17,77 (8e) finale 1: 18,37                                                                                   |
| Katya Crema      | skicross   | 7e        | kwalificatie: 11e in 1,23.47 achtste finale 6: 2e kwartfinale 3: 2e halve finale 2: 3e kleine finale: 3e                                                 |
| Sami Kennedy-Sim | skicross   | 28e       | kwalificatie: 25e in 1.38,51 achtste finale 2: 4e (DNF)                                                                                                  |
| Jenny Owens      | skicross   | 12e       | kwalificatie: 26e in 1.59,84 achtste finale 7: 2e kwartfinale 4: 3e                                                                                      |
| Anna Segal       | slopestyle | 4e        | kwalificatie: 75,40 + 78,80 finale: 77,00 + 28,80 (4e)                                                                                                   |

### Kunstrijden
| Olympiër                          | Onderdeel | Resultaat | Prestatie                                                           |
| --------------------------------- | --------- | --------- | ------------------------------------------------------------------- |
| Brendan Kerry                     | Mannen    | 29e       | korte kür: 47,12 (29e) vrije kür: niet gekwalificeerd totaal: 47,12 |
| Brooklee Han                      | Vrouwen   | 20e       | korte kür: 49,32 (22e) vrije kür: 94,52 (18e) totaal: 143,84        |
| Danielle O'Brien Gregory Merriman | IJsdansen | 20e       | korte kür: 52,68 (20e) vrije kür: 75,85 (20e) totaal: 128,53        |

### Langlaufen
| Olympiër                         | Onderdeel             | Resultaat | Prestatie                      |
| -------------------------------- | --------------------- | --------- | ------------------------------ |
| Phillip Bellingham               | sprint (m)            | 55e       | kwalificatie: 3:45.65 (55e)    |
| Phillip Bellingham               | 15 km klassiek (m)    | 76e       | 46:16.4 (+7:46.7)              |
| Callum Watson                    | sprint (m)            | 85e       | kwalificatie: 5:29.62 (85e)    |
| Callum Watson                    | 15 km klassiek (m)    | 75e       | 45:46.5 (+7:16.8)              |
| Callum Watson                    | 30 km skiatlon (m)    | 60e       | 1:17.00,4 (+8.45,0)            |
| Phillip Bellingham Callum Watson | teamsprint (m)        | 20e       | halve finale 2: 25:54.31 (12e) |
|                                  |                       |           |                                |
| Esther Bottomley                 | sprint (v)            | 56e       | kwalificatie: 2:50.54 (56e)    |
| Esther Bottomley                 | 10 km klassiek (v)    | 61e       | 34:30.1 (+6:12.3)              |
| Aimee Watson                     | 10 km klassiek (v)    | 63e       | 34:56.0 (+6:38.2)              |
| Aimee Watson                     | 30 km vrije stijl (v) | 54e       | 1:34:00.1 (+22:54.9)           |

### Rodelen
| Olympiër           | Onderdeel | Resultaat | Prestatie                                                                |
| ------------------ | --------- | --------- | ------------------------------------------------------------------------ |
| Alexander Ferlazzo | mannen    | 33e       | run 1: 53,528 run 2: 53,686 run 3: 53,323 run 4: 53,507 totaal: 3.34,044 |

### Schaatsen
| Olympiër     | Onderdeel  | Resultaat | Prestatie                                                             |
| ------------ | ---------- | --------- | --------------------------------------------------------------------- |
| Daniel Greig | 500 m (m)  | 39e       | omloop 1: 1.20,65 (40e) omloop 2: 35,29 (17e) totaal: 115,84 (+46,53) |
| Daniel Greig | 1000 m (m) | 22e       | 1.10,13 (+1,74)                                                       |

### Shorttrack
| Olympiër       | Onderdeel  | Resultaat | Prestatie                                           |
| -------------- | ---------- | --------- | --------------------------------------------------- |
| Pierre Boda    | 500 m (m)  | 30e       | serie 1: 42,702 (4e)                                |
|                |            |           |                                                     |
| Deanna Lockett | 1000 m (v) | 9e        | serie 8: 1.34,845 (1e) kwartfinale 2: 1.29,256 (3e) |
| Deanna Lockett | 1500 m (v) | 26e       | serie 4: 2.25,140 (5e)                              |

### Skeleton
| Olympiër        | Onderdeel | Resultaat | Prestatie                                                             |
| --------------- | --------- | --------- | --------------------------------------------------------------------- |
| John Farrow     | Mannen    | 17e       | run 1: 57,84 run 2: 57,73 run 3: 57,75 run 4: 57,35 totaal: 3.50,67   |
|                 |           |           |                                                                       |
| Lucy Chaffer    | Vrouwen   | 17e       | run 1: 1.00,16 run 2: 59,25 run 3: 58,74 run 4: 58,49 totaal: 3.56,64 |
| Michelle Steele | Vrouwen   | 14e       | run 1: 59,42 run 2: 59,41 run 3: 58,76 run 4: 58,69 totaal: 3.56,28   |

### Snowboarden
Mannen
| Olympiër         | Onderdeel      | Resultaat | Prestatie                                                                         |
| ---------------- | -------------- | --------- | --------------------------------------------------------------------------------- |
| Kent Callister   | halfpipe       | 9e        | kwalificatie 2: 87,00 (6e) halve finale: 79,50 (3e) finale: 68,50 (9e)            |
| Nathan Johnstone | halfpipe       | 13e       | kwalificatie 2: 86,00 (7e) halve finale: 73,50 (7e)                               |
| Scotty James     | halfpipe       | 21e       | kwalificatie: 68,50 (10e)                                                         |
| Scotty James     | slopestyle     | 16e       | kwalificatie 1: 44,00 (11e) halve finale: 77,25 (8e)                              |
| Cameron Bolton   | snowboardcross | 11e       | achtste finale 1: 1e kwartfinale 4: 1e halve finale 2: 4e kleine finale: DNF (5e) |
| Jarryd Hughes    | snowboardcross | 17e       | achtste finale 6: 3e kwartfinale 3: 5e                                            |
| Alex Pullin      | snowboardcross | 13e       | achtste finale 8: 1e kwartfinale 1: 4e                                            |

Vrouwen
| Olympiër          | Onderdeel      | Resultaat | Prestatie                                                                         |
| ----------------- | -------------- | --------- | --------------------------------------------------------------------------------- |
| Holly Crawford    | halfpipe       | 26e       | kwalificatie 1: 43,00 (14e)                                                       |
| Stephanie Magiros | halfpipe       | 18e       | kwalificatie 1: 57,25 (9e) halve finale: 26,50 (12e)                              |
| Hannah Trigger    | halfpipe       | 20e       | kwalificatie 1: 51,25 (10e)                                                       |
| Torah Bright      | halfpipe       | Zilver    | kwalificatie 2: 93,00 (1e) finale: 91,50                                          |
| Torah Bright      | slopestyle     | 7e        | kwalificatie 1: 85,25 (2e) finale: 66,25                                          |
| Torah Bright      | snowboardcross | 18e       | kwalificatie: 1.23,96 (15e) kwartfinale 4: 5e                                     |
| Belle Brockhoff   | snowboardcross | 8e        | kwalificatie: 1.23,22 (7e) kwartfinale 4: 3e halve finale 2: 5e kleine finale: 2e |